# PapaNegro
PapaNegro is een band uit Chili met invloeden uit de funk, de soul uit de jaren 70, moderne electro en de jazz.
De band is opgericht in 2005 en is in Chili erg populair, maar buiten hun vaderland zijn ze nog relatief onbekend.

## Discografie

### Albums
De band heeft drie albums uitgebracht:
- "Superactivo" (2000)
- "Compacto" (2005)
- "7" (2007)
- "Placer Automático" (2010)

7 is een project opgezet in 2007. Het bestaat uit zeven nummers, met daarbij ook zeven visuele werken, die door verschillende artiesten zijn gecreëerd.